# Zoulika bendoukha
zoulikha bendoukha